# Стюарт, Карл Антонович
Карл Антонович Стюарт (Чарльз Альберт Стюарт — англ. Charles Albert Stuart; 1860 — после 1919) — британский предприниматель и лесопромышленник, работавший в Российской империи. Купец 1-й гильдии.

## Биография
Чарльз Альберт Стюарт родился в Шотландии. Британский подданный.

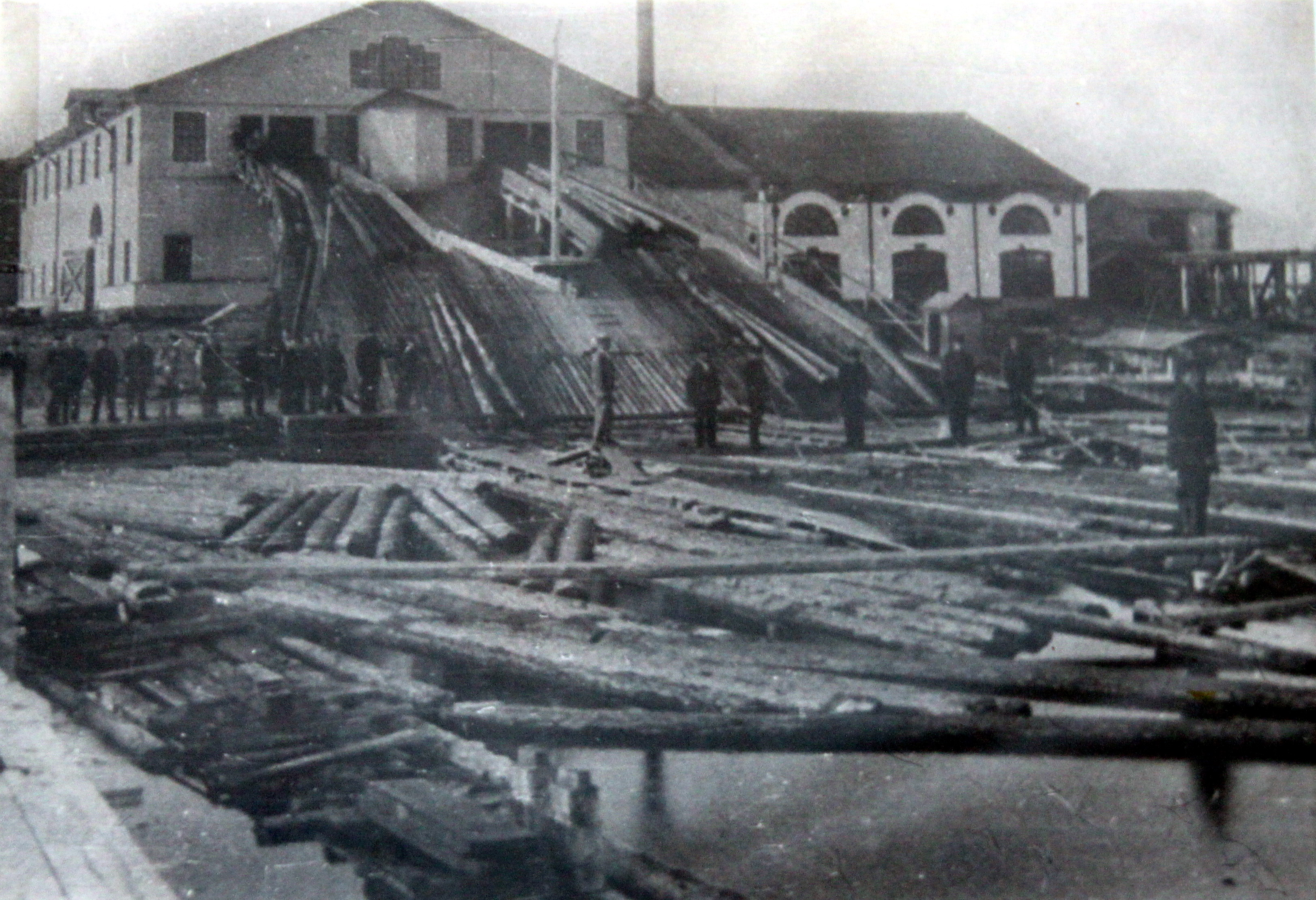
Лесопильный завод К. Стюарта в Ковде

В России в 1882 году основал товарищество «К. А. Стюарт и К°», занимающееся лесозаготовкой. В 1887 году переехал в Санкт-Петербург на постоянное место жительства. Товарищество к 1901 году имело 3 завода:
1. Архангельский (Открыт в 1884 году под Архангельском. Для его открытия Карл Стюарт получил кредит в размере 27-36 тысяч рублей. На заводе на шести пилорамах трудилось 300 рабочих.)
2. Ужельский (Открыт в 1880-е на левом берегу реки Ковжи в Бадожской волости Вытегорского уезда Олонецкой губернии. На заводе трудилось 120 рабочих.)[2]
3. Ковдский (Открыт в 1901 году в селе Ковда Кемского уезда Архангельской губернии. На заводе на четырёх пилорамах в 1901 году трудилось 240 рабочих.).

Позже открыты Усть-Двинский, Шипицынский (1907) и Сумский заводы, арендован Новгородский завод. В столице была открыта контора товарищества, вёлся экспорт древесины за границу через Архангельский и Петербургский порты.
Под руководством Стюарта на 1913 год находилось 7 лесопромышленных предприятий (4 в Архангельской и по одному в Вологодской, Олонецкой и Новогородской губерниях) на 1,9 тыс. десятин земли. В марте 1913 года Стюарт учредил «Акционерное общество Северных лесопильных заводов Карл Стюарт» с основным капиталом в 2,5 миллиона рублей.
Начавшаяся в 1914 году Первая мировая война внесла коррективы в финансовые и товарные потоки в стране и мире. У Стюарта начались финансовые трудности. В 1917 году предприятие прекратило работу за неимением средств, а в 1919 году предприниматель вернулся в Великобританию.